# Butterbean's Café
Butterbean's Café é uma série animada de televisão pré-escolar/infantil criada por Jonny Belt e Robert Scull, os criadores de Bubble Guppies, encomendados pela Nickelodeon. A série segue Butterbean, uma fada que dirige um café do bairro com seus amigos. A série envolve a "culinária criativa", ensinando sobre a arte de cozinhar e o trabalho em equipe. Um total de 40 episódios foram encomendados em 2018, para a primeira temporada, que estreou em 12 de Novembro de 2018 nos EUA. Em 2019, a série foi renovada para uma segunda temporada, com um total de 20 episódios, que estreou no dia 12 de Janeiro de 2020 nos EUA, e em 9 de Novembro de 2020 no Brasil.

## Enredo
A história é situada no reino mágico de Puddlebrook e segue sua personagem-título, Butterbean, uma jovem fada que abre e trabalha em seu próprio café, o Butterbean's Café, junto com seus amigos Poppy, Dazzle e Jasper e sua irmã caçula Cricket, vendendo lanches saudáveis, doces e cafés. Só que a rabugenta Srta. Marmalady e seus macacos funcionários Spork & Spatch planejam fazer que os negócios de Butterbean fracassem e ela faça sucesso com seu café, que não é muito frequentado.

## Personagens

### Butterbean's Café
- Butterbean - Butterbean é uma fada que abre e trabalha em seu próprio café, de pele clara, cabelos castanhos e olhos azuis. Sua cor característica é o azul e seu símbolo é o feijão mágico, enquanto seu utensílio especial é um fouet.

- Cricket - Cricket é a irmã mais nova de Butterbean, que ajuda no café, de pele clara, cabelos loiros e olhos azuis, com 6 anos (até o episódio "Feliz Aniversário, Cricket!") e 7 anos, após ele. Sua cor característica é o rosa,  seu símbolo é um coração e seu utensílio especial é um saco de confeiteiro.

- Poppy - Poppy é amiga de Butterbean, e é quem dirige a cozinha do café. Tem pele clara, cabelos ruivos presos em rabo de cavalo e olhos verdes. Sua cor característica é o laranja e seu símbolo é uma flor. Seu utensílio especial é uma colher.

- Dazzle - Dazzle é amiga de Butterbean e é quem atende os clientes, dirigindo a caixa registradora e o telefone. Sua pele é escura, seus cabelos são encaracolados e castanhos, presos em dois coques, e tem olhos castanhos. Sua cor característica é o roxo e seu símbolo é uma estrela, enquanto seu utensílio especial é uma caneta.

- Jasper - Jasper é amigo de Butterbean e é quem abastece o café com ingredientes frescos e faz entregas, de pele clara, cabelos azuis e olhos castanhos. É originalmente uma fada sem asas, mas ganha um par delas ao se juntar a Butterbean. Suas cores características são o verde e o azul, e seu símbolo é um raio. Ele é o único da equipe que não tem um utensílio especial, mas no episódio "O Arranha-Céu de Crepes!" ele recebe uma espátula da Chef Belle Legume.

### Marmalady's Café
- Srta. Marmalady - Senhorita Marmalady é uma fada mais velha e inimiga de Butterbean, de pele clara, cabelos loiros em um coque e olhos castanhos. Possui um café não frequentado e faz de tudo para que Butterbean fracasse no seu negócio. Porém, às vezes, ela mostra seu lado suave, como no episódio "A Fada Açucarada!".

- Spork & Spatch - São os macacos funcionários atrapalhados de Srta. Marmalady, porém, estão mais interessados na comida do Butterbean's Café. Spork é mais gordinho e tem pelo laranja, enquanto Spatch é mais magro e tem pelo bronzeado.

### Pets
- Cookie - Cookie é a gatinha de estimação de Cricket, de pelos brancos e olhos verdes.  Sempre que Marzipan faz alguma besteira, Cookie acaba levando a culpa por engano. Cricket adota Cookie no episódio "Um Feijão para o Halloween!", e ela quase vai embora no episódio "Um Belo Dia de Espirros!", mas, por sorte, continua no Butterbean's Café.

- Marzipan - Marzipan é o gato de Srta. Marmalady, de pelo cinza escuro. Ele vive entrando no Butterbean's Café e mexendo nas coisas escondido, fazendo com que Cookie leve a culpa. Srta. Marmalady o adota no episódio "Um Gatinho para Marmalady!"

## Dublagem

### Créditos
| Créditos            | EUA                                                      | Brasil                    | Reino Unido |
| ------------------- | -------------------------------------------------------- | ------------------------- | ----------- |
| Estúdio de Dublagem | Dubway Studios                                           | Dublavídeo                | -           |
| Local de Dublagem   | New York (NY)                                            | São Paulo (SP)            | -           |
| Direção de Dublagem | Damien O'Connor/Richard Keane/Declan Doyle/Darren Taylor | Vanessa Alves/Tess Amorim | -           |
| Tradução            | N/A                                                      | Ana Paula                 | N/A         |
| Direção Musical     | Mike Barnett                                             | Mônica Toniolo            | -           |
| Mídia               | Nick Jr.                                                 | Nick Jr.                  | Nick Jr.    |

### Dubladores
| Personagem      | Voz Original (EUA)        | Dublador (Brasil)  | Dublador (Reino Unido)        | Posição         |
| --------------- | ------------------------- | ------------------ | ----------------------------- | --------------- |
| Butterbean      | Margaret Ying Drake       | Andressa Bodê      | Lily Wilmott                  | Protagonista    |
| Cricket         | Gabriella Pizzolo         | Bianca Alencar     | Amelie Halls                  | Co-Protagonista |
| Poppy           | Kirrilee Berger           | Luy Campos         | Alisia-Mai Goscomb            | Co-Protagonista |
| Dazzle          | Olivia Grace Manning      | Tess Amorim        | Imogen Sharp                  | Co-Protagonista |
| Jasper          | Koda Gursan/Quinn Breslin | Vii Zedek          | Eric O'Caroll/Alexander James | Recorrente      |
| Srta. Marmalady | Alysia Reiner             | Adriana Pissardini | Judy Emmet                    | Antagonista     |
| Spork           | Chris Philips             | Cassiano Avila     | Mike Cross                    | Co-Antagonista  |
| Spatch          | Chris Philips             | Sergio Corcetti    | Mike Cross                    | Co-Antagonista  |

## Resumo
| Temporada | Temporada | Ano     | Episódios | Segmentos | Exibição Original      | Exibição Original      | Exibição no Brasil      | Exibição no Brasil  |
| Temporada | Temporada | Ano     | Episódios | Segmentos | Estreia da Temporada   | Final da Temporada     | Estreia da Temporada    | Final da Temporada  |
| --------- | --------- | ------- | --------- | --------- | ---------------------- | ---------------------- | ----------------------- | ------------------- |
|           | 1         | 2018-20 | 40        | 74        | 12 de Novembro de 2018 | 29 de Março de 2020    | 11 de Fevereiro de 2019 | 12 de Maio de 2020  |
|           | 2         | 2020    | 20        | 37        | 12 de Janeiro de 2020  | 01 de Novembro de 2020 | 09 de Novembro de 2020  | 17 de Abril de 2021 |

## Prêmios e indicações
| Ano  | Prêmio              | Categoria                                            | Resultado |
| ---- | ------------------- | ---------------------------------------------------- | --------- |
| 2019 | Daytime Emmy Awards | Excelente Resultado em um Programa de TV Pré-Escolar | Indicado  |